# 衛城道

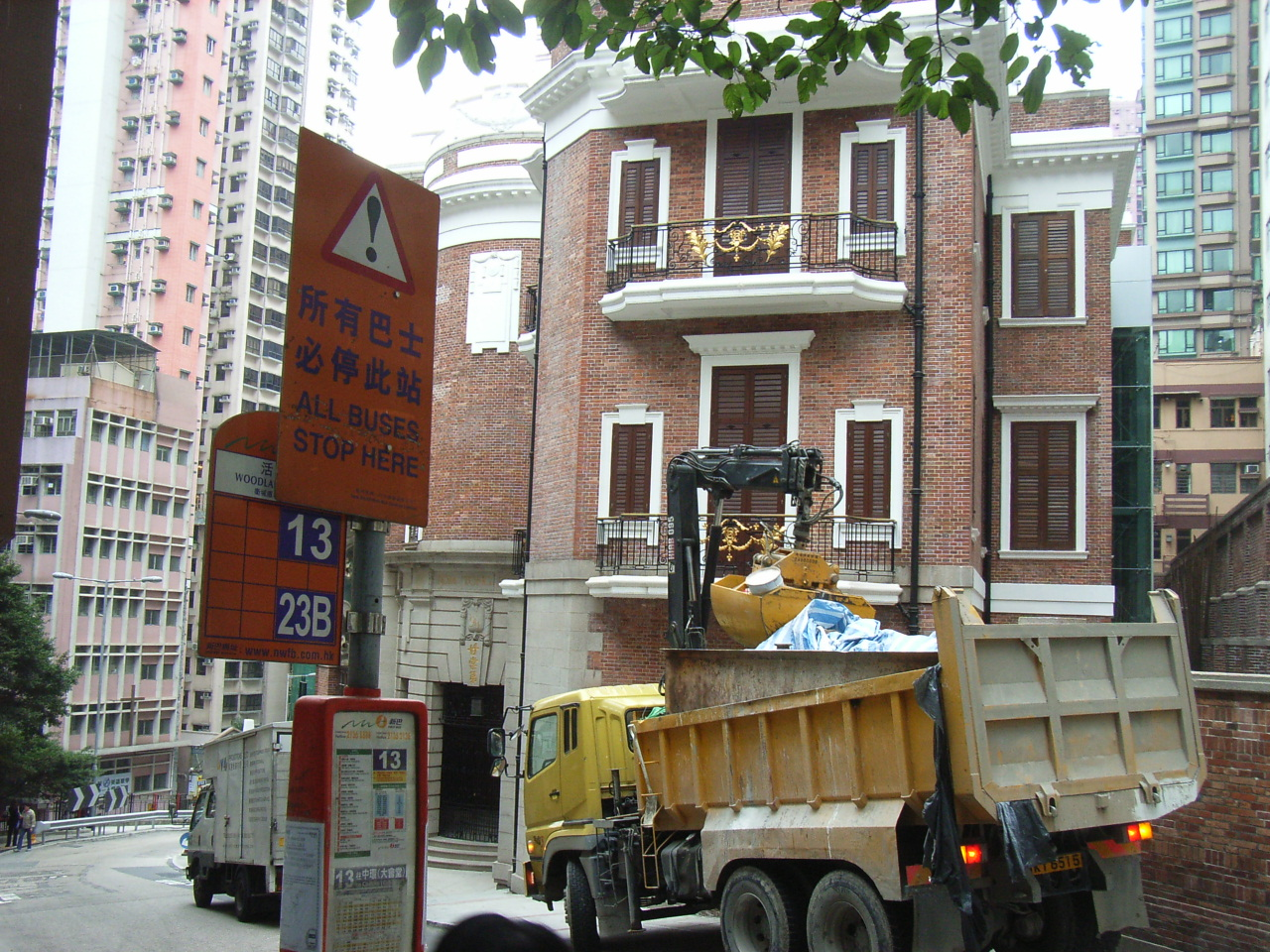
衛城道之一角，近景是巴士站23B，背景是甘棠第。

衛城道（英語：Castle Road）是香港的一條道路，位於香港島中環半山區的住宅區。衛城道是下坡單線單向行車道，由西南向東北走向，西南接干德道，東北接堅道，中段途經西摩道交界。

## 鄰近
- 甘棠第：衛城道7號，現在改設孫中山紀念館。它前身曾經是名人何甘棠大宅，及後成為耶穌基督末世聖徒教會總部。
- 猶太教堂：在羅便臣道與衛城道交界處。
- 香港五旬節堂：衛城道11號，港九五旬節會總部。 [1]
- 鴨巴甸街
- 卑利街
- 香港浸信會聯會

## 外部連線
- 半山區衛城道地圖 （页面存档备份，存于）

1. ↑  .   [2006-12-08]. （原始内容存档于2007-03-10）.